# Frank Duval
Frank Duval (Berlijn, 22 november 1940) is een Duitse zanger en componist.
Frank Duval werd geboren als Frank Uwe Patz. Als achtjarige trad hij voor het eerst op in het Amerika-Haus in Berlijn. Hij studeerde voor acteur en danser. Later begon hij ook met zingen (aanvankelijk met zijn zus) en het schrijven van liedjes. In 1977 debuteerde hij op de Duitse televisie als componist van de muziek van een aflevering van de krimi Tatort. Het resultaat hiervan was dat Duval ook voor andere krimi's (Der Alte (60 afleveringen) en Derrick (120 afleveringen)) muziek mocht schrijven.
In 1979 verscheen zijn debuutalbum Die Schönsten Melodien Aus Derrick und der Alte. Zijn eerste single Todesengel werd een kleine hit in Duitsland. In 1980 kwam in Duitsland zijn single Angel of mine uit. In mei 1981 werd dat nummer in Nederland een nummer 1-hit.
De jaren daarop scoorde Frank Duval nog verschillende hits in Duitsland. In Nederland scoorde hij in 1986 nog een hit met It was love, een duet met zijn echtgenote Kalina Maloyer. Deze plaat was op donderdag 6 maart 1986 TROS Paradeplaat op Radio 3 en behaalde de 24e positie in de Nederlandse Top 40 en de 18e positie in de Nationale Hitparade. Zijn muziek bestaat voornamelijk uit gezongen en instrumentale synthesizermuziek en pianomelodieën.

## Discografie

### Albums
| Album met eventuele hitnotering(en) in de Nederlandse Album Top 100 | Datum van verschijnen | Datum van binnenkomst | Hoogste positie | Aantal weken | Opmerkingen |
| ------------------------------------------------------------------- | --------------------- | --------------------- | --------------- | ------------ | ----------- |
| Die schönsten Melodien aus Derrick und der Alte                     | 1979                  |                       |                 |              |             |
| Angel of mine                                                       |                       | 4-4-1981              | 3               | 13           | & Orchestra |
| Time for lovers                                                     |                       | 5-4-1986              | 46              | 7            |             |

### Singles
| Single met eventuele hitnotering(en) in de Nederlandse Top 40 | Datum van verschijnen | Datum van binnenkomst | Hoogste positie | Aantal weken | Opmerkingen                                   |
| ------------------------------------------------------------- | --------------------- | --------------------- | --------------- | ------------ | --------------------------------------------- |
| Todesengel                                                    | 1979                  |                       | onb             |              |                                               |
| Angel of mine                                                 | 1980                  | 28-3-1981             | 1(2wk)          | 11           | & Orchestra                                   |
| It was love                                                   |                       | 15-3-1986             | 24              | 5            | met Kalina Maloyer / TROS Paradeplaat Radio 3 |

### NPO Radio 2 Top 2000
Van Frank Duval stond alleen Angel of mine in 2001 in de NPO Radio 2 Top 2000, op plek 1665.
- Biblioteca Nacional de España: XX1790130
- Bibliothèque nationale de France: cb14095415x (data)
- Gemeinsame Normdatei: 134363817
- International Standard Name Identifier: 0000 0000 5946 3166
- MusicBrainz: b7451bc1-b487-48d6-a316-764870f65ccf
- Virtual International Authority File: 79592579
- WorldCat: E39PBJpjhH9GfDHXrHdJBkF3Qq